# 瓦加杜古大学
约瑟夫·基-泽尔博大学（法語：Université Joseph Ki-Zerbo），通称瓦加杜古大学（法語：Université de Ouagadougou），是非洲国家布基纳法索的一所公立综合性大学，位于该国首都瓦加杜古。学校也是国际公立大学论坛的成员大学之一。

## 历史沿革
1974年，瓦加杜古大学作为上（今布基纳法索）的第一所大学，在该国首都瓦加杜古成立。此后直到1995年第二所大学在该国西南隅的博博迪乌拉索成立前，瓦加杜古大学一直是布基纳法索唯一的综合性大学。2015年，学校更名为约瑟夫·基-泽尔博大学，以纪念曾在大学任教的布基纳法索史学家约瑟夫·基-泽尔博，布基纳法索代理总统米歇尔·卡凡多也出席了学校的更名典礼。

## 现况
瓦加杜古大学为布基纳法索规模最大、系所最多的综合性大学，注册学生超过1万人，设有语言、艺术与传播系，社会科学系，法学与政治学系，经济与管理系，应用科学系，医学系，生命与地球科学系等9个系；以及工艺美术学院，人口科学高等学院，泛非媒体、信息与传播研究学院3个学院；位在素有“非洲电影之都”美称的瓦加杜古的瓦加杜古大学也依托在地资源，开设了电影系等专业，可为非洲各国培养合格的电影制作人才，亦可服务于当地的瓦加杜古泛非電影電視節。